# روبرت بلوم
روبرت بلوم (بالألمانية: Robert Blum)‏ (و. 1807 – 1848 م) هو سياسي، وأمين مكتبة، وثوري، وكاتب، من ألمانيا، ولد في كولونيا، توفي عن عمر يناهز 41 عاماً.